# مسعود (اسم)
مسعود هو اسم علم مذكر من أصل عربي، ومعناه هو على وزن اسم المفعول السعيد المحظوظ.

## شخصيات تحمل الاسم
- مسعود أوزيل (لاعب كرة قدم ألماني، 15 أكتوبر 1988[4][5] – )
- مسعود برزاني (سياسي كردي عراقي، 16 أغسطس 1946 – )
- مسعود بن محمود الغزنوي (سُلطانٌ غزنويّ، 998[6] – 17 يناير 1041)
- مسعود رجوي (سياسي إيراني، 18 أغسطس 1948 – 2003)
- مسعود سعد سلمان (كاتب إيراني، 1046[7][8] – 1121[8])
- مسعود شجاعي (لاعب كرة قدم إيراني، 9 يونيو 1984 – )
- مسعود علي محمدي (فيزيائي إيراني، 24 أغسطس 1959 – 12 يناير 2010)
- مسعود غنايم (سياسي إسرائيلي، 14 فبراير 1965 – )
- مسعود يلماز (6 نوفمبر 1947 – )
- مسعود كيميايي (29 يوليو 1941 – )
- مسعود بن كيكاوس ( – 1308)

## وصلات خارجية
- موسوعة السلطان قابوس لأسماء العرب